# Премия Гильдии киноактёров США (2020)
26-я церемония вручения премии Гильдии киноактёров США за заслуги в области кинематографа и телевидения за 2019 год состоялась 19 января 2020 года в Shrine Auditorium(Лос-Анджелес, Калифорния). Номинанты были объявлены 11 декабря 2019 года. Церемония транслировалась в прямом эфире на каналах TNT и TBS.
Почётный приз за жизненные достижения был вручён актёру Роберту Де Ниро.

## Лауреаты и номинанты

### Кинематограф

#### Лучшая мужская роль
| Лауреат                  | Номинанты |
| ------------------------ | --- |
| - Хоакин Феникс «Джокер» | - Кристиан Бейл «Ford против Ferrari» - Леонардо Ди Каприо «Однажды в… Голливуде» - Адам Драйвер «Брачная история» - Тэрон Эджертон «Рокетмен» |

#### Лучшая женская роль
| Лауреат                  | Номинанты |
| ------------------------ | --- |
| - Рене Зеллвегер «Джуди» | - Синтия Эриво «Гарриет» - Скарлетт Йоханссон «Брачная история» - Лупита Нионго «Мы» - Шарлиз Терон «Скандал» |

#### Лучшая мужская роль второго плана
| Лауреат                            | Номинанты |
| ---------------------------------- | --- |
| - Брэд Питт «Однажды в… Голливуде» | - Джейми Фокс «Просто помиловать» - Том Хэнкс «Прекрасный день по соседству» - Аль Пачино «Ирландец» - Джо Пеши «Ирландец» |

#### Лучшая женская роль второго плана
| Лауреат                       | Номинанты |
| ----------------------------- | --- |
| - Лора Дерн «Брачная история» | - Скарлетт Йоханссон «Кролик Джоджо» - Николь Кидман «Скандал» - Дженнифер Лопес «Стриптизёрши» - Марго Робби «Скандал» |

#### Лучший актёрский состав в игровом кино
| Лауреаты и номинанты |
| --- |
| • «Паразиты» — Чан Хе‑джин, Чо Ёджон, Чхве У‑щик, Чон Хён‑джун, Чон Джи‑со, Ли Джон‑ын, Ли Сон‑гюн, Пак Мён‑хун, Пак Со Дам, Сон Кан Хо                                                                                               |
| • «Скандал» — Конни Бриттон, Эллисон Дженни, Николь Кидман, Джон Литгоу, Малкольм Макдауэлл, Кейт Маккиннон, Марго Робби, Шарлиз Терон                                                                                                |
| • «Ирландец» — Бобби Каннавале, Роберт Де Ниро, Стивен Грэм, Харви Кейтель, Аль Пачино, Анна Пэкуин, Джо Пеши, Рэй Романо |
| • «Кролик Джоджо» — Алфи Аллен, Роман Гриффин Дэвис, Скарлетт Йоханссон, Томасин Маккензи, Стивен Мерчант, Сэм Рокуэлл, Тайка Вайтити, Ребел Уилсон                                                                                   |
| • «Однажды в… Голливуде» — Остин Батлер, Джулия Баттерз, Брюс Дерн, Леонардо Ди Каприо, Дакота Фэннинг, Эмиль Хирш, Дэмиэн Льюис, Майк Мо, Тимоти Олифант, Аль Пачино, Люк Перри (посмертно), Брэд Питт, Маргарет Куэлли, Марго Робби |

#### Лучший каскадёрский ансамбль в игровом кино
| Лауреаты и номинанты     |
| ------------------------ |
| • «Мстители: Финал»      |
| • «Ford против Ferrari»  |
| • «Ирландец»             |
| • «Джокер»               |
| • «Однажды в… Голливуде» |

### Телевидение

#### Лучшая мужская роль в телефильме или мини-сериале
| Лауреат                      | Номинанты |
| ---------------------------- | --- |
| - Сэм Рокуэлл «Фосси/Вердон» | - Махершала Али «Настоящий детектив» - Рассел Кроу «Самый громкий голос» - Джаред Харрис «Чернобыль» - Джаррел Джером «Когда они нас увидят» |

#### Лучшая женская роль в телефильме или мини-сериале
| Лауреат                         | Номинанты |
| ------------------------------- | --- |
| - Мишель Уильямс «Фосси/Вердон» | - Патрисия Аркетт «Притворство» - Тони Коллетт «Невероятное» - Джоуи Кинг «Притворство» - Эмили Уотсон «Чернобыль» |

#### Лучшая мужская роль в драматическом сериале
| Лауреат                            | Номинанты |
| ---------------------------------- | --- |
| - Питер Динклэйдж «Игра престолов» | - Стерлинг К. Браун «Это мы» - Стив Карелл «Утреннее шоу» - Билли Крудап «Утреннее шоу» - Дэвид Харбор «Очень странные дела» |

#### Лучшая женская роль в драматическом сериале
| Лауреат                            | Номинанты |
| ---------------------------------- | --- |
| - Дженнифер Энистон «Утреннее шоу» | - Хелена Бонем Картер «Корона» - Оливия Колман «Корона» - Джоди Комер «Убивая Еву» - Элизабет Мосс «Рассказ служанки» |

#### Лучшая мужская роль в комедийном сериале
| Лауреат                                   | Номинанты                                                                                                 |
| ----------------------------------------- | --- |
| - Тони Шалуб «Удивительная миссис Мейзел» | - Алан Аркин «Метод Комински» - Майкл Дуглас «Метод Комински» - Билл Хейдер «Барри» - Эндрю Скотт «Дрянь» |

#### Лучшая женская роль в комедийном сериале
| Лауреат                     | Номинанты |
| --------------------------- | --- |
| - Фиби Уоллер-Бридж «Дрянь» | - Кристина Эпплгейт «Мёртв для меня» - Алекс Борштейн «Удивительная миссис Мейзел» - Рэйчел Броснахэн «Удивительная миссис Мейзел» - Кэтрин О’Хара «Шиттс Крик» |

#### Лучший актёрский состав в драматическом сериале
| Лауреаты и номинанты |
| --- |
| • «Корона» — Мэрион Бэйли, Хелена Бонем Картер, Оливия Колман, Чарльз Дэнс, Бен Дэниелс, Эрин Доэрти, Чарльз Эдвард, Тобайас Мензис, Джош О’Коннор, Сэм Филлипс, Дэвид Ринтул, Джейсон Уоткинс |
| • «Большая маленькая ложь» — Иэн Армитидж, Дэрби Кэмп, Хлоя Коулмэн, Камерон Кроветти, Николас Кроветти, Лора Дерн, Мартин Донован, Меррин Данги, Кристал Р. Фокс, Айви Джордж, Николь Кидман, Зои Кравиц, Кэтрин Ньютон, Джеффри Нордлинг, Денис О’Хэр, Адам Скотт, Александр Скарсгард, Дуглас Смит, Мерил Стрип, Джеймс Таппер, Робин Вайгерт, Риз Уизерспун, Шейлин Вудли |
| • «Игра престолов» — Алфи Аллен, Пилу Асбек, Джейкоб Андерсон, Джон Брэдли, Гвендолин Кристи, Эмилия Кларк, Николай Костер-Вальдау, Бен Кромптон, Лиам Каннингем, Джо Демпси, Питер Динклэйдж, Ричард Дормер, Натали Эммануэль, Джером Флинн, Иэн Глен, Кит Харингтон, Лина Хиди, Айзек Хемпстед‑Райт, Конлет Хилл, Кристофер Хивью, Рори Макканн, Ханна Мюррей, Стаз Нэйр, Дэниел Портман, Белла Рамзи, Ричард Райкрофт, Софи Тёрнер, Карис ван Хаутен, Руперт Ванситтарт, Мэйси Уильямс |
| • «Рассказ служанки» — Алексис Бледел, Мадлен Брюэр, Аманда Брюгел, Энн Дауд, О. Т. Фагбенли, Джозеф Файнс, Кристен Гутоски, Нина Кири, Эшли Ла Троп, Элизабет Мосс, Ивонн Страховски, Бахия Уотсон, Брэдли Уитфорд, Самира Уайли |
| • «Очень странные дела» — Милли Бобби Браун, Кара Буоно, Джейк Бьюзи, Наталия Дайер, Кэри Элвес, Приа Фергюсон, Бретт Гельман, Дэвид Харбор, Майя Хоук, Чарли Хитон, Андрей Ивченко, Джо Кири, Гейтен Матараццо, Калеб Маклафлин, Дэйкр Монтгомери, Майкл Парк, Франческа Реале, Вайнона Райдер, Ноа Шнапп, Сэди Синк, Финн Вулфхард |

#### Лучший актёрский состав в комедийном сериале
| Лауреаты и номинанты           |
| ------------------------------ |
| • «Удивительная миссис Мейзел» |
| • «Барри»                      |
| • «Дрянь»                      |
| • «Метод Комински»             |
| • «Шиттс Крик»                 |

#### Лучший каскадёрский ансамбль в комедийном или драматическом сериале
| Лауреаты и номинанты    |
| ----------------------- |
| • «Игра престолов»      |
| • «Блеск»               |
| • «Очень странные дела» |
| • «Ходячие мертвецы»    |
| • «Хранители»           |

## Премия Гильдии киноактёров США за вклад в кинематограф
| Лауреат          |
| ---------------- |
| - Роберт Де Ниро |